# One More Time (Daft Punk)
One More Time è un singolo del gruppo musicale francese Daft Punk, pubblicato il 13 novembre 2000 come primo estratto dal secondo album in studio Discovery.

## Descrizione
Il brano ha visto la partecipazione vocale di Romanthony, la cui voce è stata modificata tramite l'Auto-Tune e notevolmente compressa. A proposito della scelta del cantante, Guy-Manuel de Homem-Christo disse:

Interrogato sugli effetti utilizzati nel brano, Thomas Bangalter disse:

Secondo quanto riferito da Bangalter, Romanthony apprezzò le alterazioni fatte alla sua voce nella canzone.
La canzone contiene campionamenti senza crediti da More Spell on You di Eddie Johns.

## Video musicale
Il video, diretto da Kazuhisa Takenouchi e disegnato e supervisionato da Leiji Matsumoto, è un anime che mostra scene successivamente apparse nel film Interstella 5555 del 2003.

## Tracce
CD, MC
1. One More Time (Short Radio Edit) – 3:54
2. One More Time (Radio Edit) – 5:20
3. One More Time (Club Mix) – 8:00

12"
1. One More Time (Club Mix) – 8:00

## Successo commerciale
One More Time è stato il primo singolo del duo a raggiungere la Top 100 della Billboard Hot 100 statunitense, divenendo uno dei loro maggiori successi commerciali. Come parte dell'album, la canzone accompagna l'introduzione del film Interstella 5555.
La rivista statunitense Rolling Stone ha inserito la canzone al numero 307 nella sua lista delle 500 migliori canzoni, mentre nel 2013 la rivista Mixmag lo ha ritenuto il miglior brano electronic dance music di tutti i tempi. Inoltre, nel 2021 Billboard ha inserito One More Time nella lista dedicata ai 20 migliori brani dei Daft Punk.

## Classifiche
| Classifica (2000-2021)         | Posizione massima |
| ------------------------------ | ----------------- |
| Australia                      | 2                 |
| Austria                        | 7                 |
| Belgio (Fiandre)               | 6                 |
| Belgio (Vallonia)              | 7                 |
| Danimarca                      | 11                |
| Finlandia                      | 8                 |
| Francia                        | 1                 |
| Germania                       | 7                 |
| Irlanda                        | 9                 |
| Italia                         | 5                 |
| Nuova Zelanda                  | 10                |
| Paesi Bassi                    | 11                |
| Portogallo                     | 182               |
| Regno Unito                    | 2                 |
| Regno Unito (dance)            | 1                 |
| Spagna                         | 3                 |
| Stati Uniti                    | 61                |
| Stati Uniti (dance club)       | 1                 |
| Stati Uniti (dance/electronic) | 9                 |
| Svezia                         | 26                |
| Svizzera                       | 6                 |